# Comuna Cociuba Mare, Bihor
Cociuba Mare (în maghiară: Alsókosoba) este o comună în județul Bihor, Crișana, România, formată din satele Cărăsău, Cheșa, Cociuba Mare (reședința) și Petid.

## Demografie
Componența etnică a comunei Cociuba Mare
     Români (80,54%)
     Romi (12,26%)
     Alte etnii (0,4%)
     Necunoscută (6,79%)
Componența confesională a comunei Cociuba Mare
     Ortodocși (77,39%)
     Penticostali (10,21%)
     Baptiști (2,79%)
     Creștini de rit vechi (1,28%)
     Alte religii (0,95%)
     Necunoscută (7,38%)
Conform recensământului efectuat în 2021, populația comunei Cociuba Mare se ridică la 2.724 de locuitori, în scădere față de recensământul anterior din 2011, când fuseseră înregistrați 2.798 de locuitori. Majoritatea locuitorilor sunt români (80,54%), cu o minoritate de romi (12,26%), iar pentru 6,79% nu se cunoaște apartenența etnică. Din punct de vedere confesional, majoritatea locuitorilor sunt ortodocși (77,39%), cu minorități de penticostali (10,21%), baptiști (2,79%) și creștini de rit vechi (1,28%), iar pentru 7,38% nu se cunoaște apartenența confesională.

## Politică și administrație
Comuna Cociuba Mare este administrată de un primar și un consiliu local compus din 11 consilieri. Primarul, Mihai-Florin Sferle[*], de la Partidul Național Liberal, este în funcție din 2012. Începând cu alegerile locale din 2024, consiliul local are următoarea componență pe partide politice:
|  | Partid                    | Consilieri | Componența Consiliului | Componența Consiliului | Componența Consiliului | Componența Consiliului | Componența Consiliului | Componența Consiliului | Componența Consiliului | Componența Consiliului | Componența Consiliului |
|  | ------------------------- | ---------- | ---------------------- | ---------------------- | ---------------------- | ---------------------- | ---------------------- | ---------------------- | ---------------------- | ---------------------- | ---------------------- |
|  | Partidul Național Liberal | 9          |                        |                        |                        |                        |                        |                        |                        |                        |                        |
|  | Partidul Social Democrat  | 2          |                        |                        |                        |                        |                        |                        |                        |                        |                        |

## Atracții turistice
- Lacul de acumulare de la Cărăsău
- Situl arheologic de la Cociuba Mare